# Catharsius bellus
Catharsius bellus là một loài bọ cánh cứng trong họ Bọ hung (Scarabaeidae).